# Foederati
Foederatus (mn. foederati iz latinske besede foedus, ki pomeni pogodbo ali zvezo) je latinski izraz, katerega pomen in raba sta se s časom spreminjali od zgodnje Rimske republike do konca Zahodnega Rimskega cesarstva. V zgodnji Rimski republiki je izraz foederatus označeval pleme, ki se je s pogodbo (foedus) obvezalo, da bo v kriznih obdobjih Rimski republiki prispevalo kontingent vojakov. Federati niso bili koloni in niso bili rimski državljani (civitas). Pleme Latincev so imeli Rimljani za krvne zaveznike, ostali pa so bili samo zavezniki ali socii.
Pogodba je predpisovala obveznosti, ki na drugi strani niso prinašale ustreznih ugodnosti, zato je v Rimski republiki prihajalo do trenj, ki so na koncu pripeljala do socialne vojne med Rimljani in njihovimi tesnimi zavezniki in nezadovoljnimi socii. Zakon Lex Iulia iz leta 90 pr. n. št. je sprejel njihove zahteve in federalnim državam ponudil rimsko državljanstvo. Nekatera mesta, na primer Herakleja in Neapelj, niso bila pripravljena sprejeti tega zakona in se niso vključila v rimsko res publica.
Kasneje sta se pomen in uporaba izraza foederati širila skladno z rimsko prakso podjarmljanja celotnih barbarskih plemen, med katerimi so bili tudi Atakoti, Franki, Vandali, Alani in - najbolj znani - Vizigoti. Vsa plemena so morala v rimsko vojsko prispevati svoje vojake. 
Iz rimske besede foedus izhaja tudi beseda federacija, ki je pomenila pogodbo med Rimom in drugimi narodi za trajno vzajemno pomoč. Na začetku je rimska pomoč pomenila denar in hrano, v 4. in 5. stoletju pa so dohodki od davkov v Rimu začeli usihati in naziv federati so začeli podeljevati tudi krajevnim zemljiškim posestnikom. Podelitev naslova je istočasno pomenila tudi nekakšno dovoljenje za naselitev na ozemlju Rimskega cesarstva. Zemljiški posestniki so živeli predvsem v oddaljenih obmejnih provincah – markah – na obsežnih, večinoma samozadostnih posestih - vilah in so bili lojalni centralni oblasti. Z upadanjem moči centralne oblasti so postajali odnosi vedno bolj ohlapni in federalna ozemlja so se začeja drobiti in so postajala vedno manjša in manjša.
Franki so postali federati lata 358, ko jim je Julij Apostat dovolil obdržati ozemlja v severni Galiji, kjer se je v preteklem stoletju število prebivalcev zelo zmanjšalo. Glavnina rimske vojske, ki je branila Ren, je bila kakšnih 150 km južno in zahodno od Rena. Frankovski naseljenci so se naselili na ozemljih vzhodno in severno od Rimljanov in pomagali braniti cesarstvo. Bili so tamponska država med cesarstvom in germanskimi plemeni in vir informacij o nasprotnikih. Preboj meje na Renu pozimi leta 406 in 407 je pomenil konec rimske prisotnosti na Renu, saj so vdirajoči Vandali in Alani odločilno porazili združeno rimsko in frankovsko vojsko. 
Leta 376 so Goti prosili cesarja Valensa, naj jim dovoli naselitev na južnem bregu Donave. Cesar jim je naselitev dovolil in postali so rimski foederati. Leta 378 so se Goti uprli in v bitki pri Adrianoplu porazili rimljane. Občutne vojaške izgube so Rimsko cesarstvo prisilile, da so se začeli vedno bolj zanašati na federate. 
Lojalnost plemen in njihovih poglavarjev ni bila nikoli povsem zanesljiva in leta 395 so se ponovno uprli Vizigoti, tokrat pod Alarikovim poveljstvom.
V 5. stoletju je dotok bogastva iz Vzhodnega Rimskega cesarstva začelo usihati. Plačevanje najemniških vojakov je postalo vprašljivo in vojaška moč Zahodnega Rimskega cesarstva je postala odvisna skoraj izključno na federalnih enotah. Leta 451 je bil na primer Atila poražen samo s pomočjo federalnih enot, v katerih so bili tudi Vizigoti in Alani, leta 476 pa so prav federati zadali Rimskemu cesarstvu smrtni udarec, ko so pod Odoakerjevim poveljstvom odstavili zadnjega rimskega cesarja Romula Avgustula. 